# Leierfischartige
Die Leierfischartigen (Callionymoidei) sind eine Gruppe der Barschverwandten (Percomorphaceae). Sie sind bodenbewohnende Meeresbewohner.

## Merkmale
Die Fische haben einen breiten, flachen Kopf, ein kleines Maul und einen schuppenlosen, langgestreckten Körper. Normalerweise besitzen Leierfischartige zwei deutlich getrennte Rückenflossen, die erste mit ein bis vier flexiblen Flossenstacheln (fehlt bei Draculo). Die Bauchflossen haben einen Flossenstachel und fünf Weichstrahlen. Die Anzahl der Wirbel liegt bei 21 bis 23, davon sind sieben oder weniger Rumpfwirbel. Die beiden Stirnbeine (Frontale) sind zusammengewachsen, ihr vorderer Teil ist reduziert und wird teilweise durch das Mesethmoid, ein weiterer Schädelknochen, ersetzt.

## Äußere Systematik
Traditionell werden die Leierfischartigen in die Ordnung der Barschartigen (Perciformes) gestellt, die in ihrer alten Zusammensetzung poly- und paraphyletisch ist. Der Vergleich von DNA-Sequenzen ergibt jedoch eine nahe Verwandtschaft mit den Seenadelartigen (Syngnathiformes) und sowohl Betancur-R. und Kollegen als auch Near und Mitarbeiter ordnen die Callionymoidei in ihrer neuen Systematik der Knochenfische dieser Ordnung zu. Die Verwandtschaft dieser äußerlich recht unterschiedlichen Gruppen gründet sich ausschließlich auf Vergleich von DNA-Sequenzen und wird bisher nicht durch morphologische Autapomorphien gestützt. Wahrscheinlich sind die Leierfischartigen die Schwestergruppe der Meerbarben (Mulloidei).

## Innere Systematik
Innerhalb der Leierfischartigen gibt es zwei Familien, 22 Gattungen und mehr als 200 Arten.
- Leierfische (Callionymidae)
- Drachenleierfische (Draconettidae)